# Cascante del Río
Cascante del Río es un municipio y localidad española de la provincia de Teruel, en la comunidad autónoma de Aragón. El término municipal, ubicado en la comarca de Teruel, tiene una población de 65 habitantes (INE 2024).

## Geografía
Posee restos de un poblado ibérico Cabezo de la Ermita y en Las Casas y asentamiento romano en el Cabezo de la Ermita. La altitud del municipio es de 954 m y la superficie de 32,38 km². La localidad está situada a 22,4 km de la capital provincial, en el Sistema Ibérico junto al río Camarena, afluente del Guadalaviar (Turia a partir de Teruel) entre Valacloche y Villel. Se puede acceder por la carretera nacional Teruel-Cuenca desviándose en Villel o también se puede ir por Villaspesa y Cubla.

## Historia
Antigua villa, se pobló en 1198 y perteneció a los señoríos de Ruiz de Castelblanque y Fernández de Heredia.
Hasta la reforma de la nomenclatura municipal de 1916 el municipio se llamaba simplemente Cascante. En dicha fecha su nombre fue modificado por el de Cascante del Río.

## Administración y política
| Período   | Alcalde                | Partido |  |
| --------- | ---------------------- | ------- |  |
| 1979-1983 | Francisco Pérez Lázaro | PSOE    |  |
| 1983-1987 |                        |         |  |
| 1987-1991 |                        |         |  |
| 1991-1995 |                        |         |  |
| 1995-1999 |                        |         |  |
| 1999-2003 |                        |         |  |
| 2003-2007 |                        |         |  |
| 2007-2011 |                        |         |  |
| 2011-2015 | Julio Jiménez García   | PP      |  |
| 2015-2019 |                        |         |  |
| 2019-     | Vicente Zaragoza Faig  | PP      |  |

| Partido político    | Partido político                                   | 2003   | 2007   | 2011   | 2015   |
| Partido político    | Partido político                                   | Ediles | Ediles | Ediles | Ediles |
|                     | Partido Popular de Aragón (PP)                     | 5      | 1      | 2      | 2      |
|                     | Partido Aragonés (PAR)                             | —      | —      | 1      | 1      |
|                     | Partido de los Socialistas de Aragón (PSOE-Aragón) | —      | —      | —      | —      |
|                     | Chunta Aragonesista (CHA)                          | —      | —      | —      | —      |
|                     | Izquierda Unida (IU)                               | —      | —      | —      | —      |
| Total de concejales | Total de concejales                                | 5      | 1      | 3      | 3      |

## Demografía
Cascante del Río cuenta con una población de 65 habitantes (INE 2024).
| Gráfica de evolución demográfica de Cascante del Río entre 1842 y 2021 |
| |
| Población de derecho según los censos de población del INE Población de hecho según los censos de población del INEEn estos censos se denominaba Cascante: 1842, 1857, 1860, 1877, 1887, 1897, 1900 y 1910 |

## Patrimonio
La iglesia de San Nicolás de Bari es gótico-renacentista del siglo XVI con alero de ladrillo, con torre estilo mudéjar. La documentación que queda de la iglesia se encuentra en el Archivo Histórico Nacional, sección de clero en Madrid.

## Fiestas
- Patrona Santa Quiteria el 22 de mayo.
- Patrón San Nicolás de Bari el 6 de diciembre
- Fiestas Mayores en el mes de agosto en honor a la Santísima Trinidad